# Christian Rakovski
Christian Rakovski (Кръстьо Раковски en búlgaro) (1 de agostojul./ 13 de agosto de 1873greg.-11 de septiembre de 1941), fue un destacado político y dirigente comunista búlgaro nacionalizado soviético.

## Biografía
Militó en organizaciones de la Segunda Internacional desde 1890 en Rumania, Suiza, Francia y Alemania, llegando a desempeñar un papel importante en el Partido Socialdemócrata de Rumania. Se declaró contra la I Guerra Mundial en 1914, por lo que desde septiembre de 1915, hizo parte de la izquierda internacionalista en la Conferencia de Zimmerwald, a la que también se asociaron Lenin y los bolcheviques, así como Trotski y Rosa Luxemburgo.
Encarcelado por el Gobierno rumano en agosto de 1916 por su actividad contra la guerra, fue liberado por soldados rusos el 1 de mayo de 1917. Perseguido luego también en Rusia por oponerse a la contienda, fue ocultado por los bolcheviques y salió a Suecia, de donde regresó tras la Revolución de Octubre para participar en la defensa de la revolución, frente a los invasores rumanos, que actuaban coordinados con las potencias imperialistas. A partir de ahí participó en el movimiento revolucionario ucraniano.

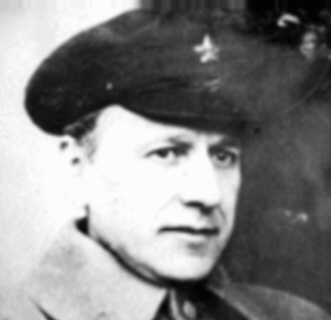
Rakovski en los años 1920
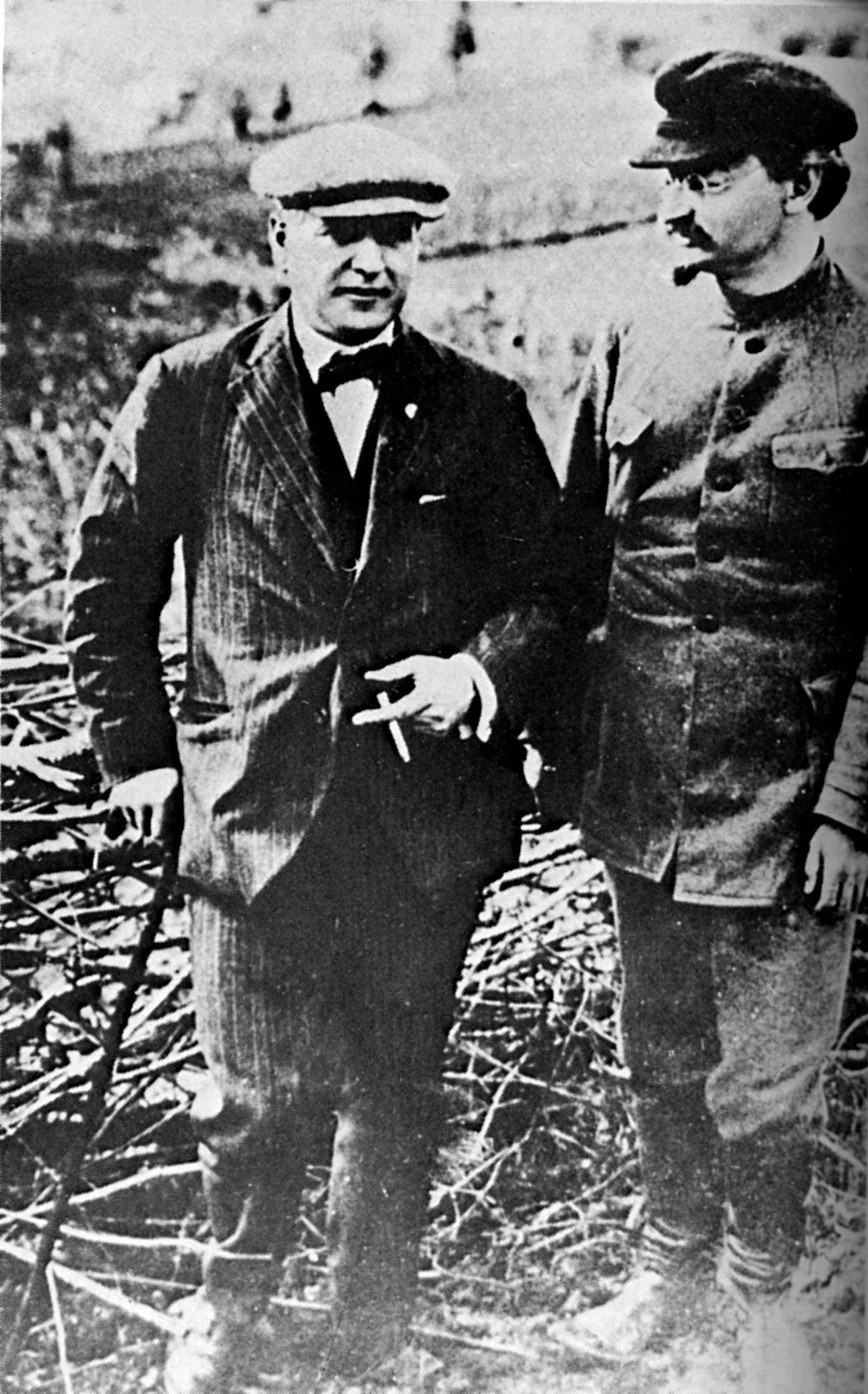
Rakovski y Trotski en los años 1920

En 1919, fue presidente del Gobierno provisional de obreros y campesinos de Ucrania y, entre 1920 y 1923, presidente del Consejo de Comisarios del Pueblo de la República Socialista Soviética de Ucrania, cuando fue nombrado embajador de la Unión Soviética en Londres y en 1925-1927 en París. Fue uno de los primeros dirigentes de la Oposición de izquierda contra el régimen de Stalin, por lo que fue deportado a Asia Central en 1928, donde sufrió de enfermedad, falta de atención médica y aislamiento.
Rakovski compartía con Trotski el rechazo a la "teoría muy perjudicial del socialismo en un solo país...", "teoría oportunista..." "que sólo pudo surgir en la imaginación de la burocracia que confía en el poder absoluto del aparato". Consideraba que el socialismo solamente puede triunfar y sustituir definitivamente al capitalismo, si se construye por las masas trabajadoras a escala internacional. También coincidió con Trotski en el rechazo a la colectivización forzada de la producción campesina, operación que concebía como "expresión de los intereses, métodos y virajes de la burocracia stalinista".
En 1930, escribió junto con Vladímir Kosior, Nikolái Murálov y Varia Kaspárova, una carta al Comité Central del Partido Comunista de la Unión Soviética, rechazando el curso del poder burocrático que liquidaba la revolución. Afirmaban que:

"Ante nuestros ojos se formó y sigue formándose una gran clase de gobernantes que tienen sus propias dependencias internas y que crece mediante una cooptación bien calculada, a través del nombramiento mediato e inmediato (promoción burocrática o sistema electoral ficticio). El elemento aglutinador de esta clase original es una forma singular de propiedad privada: el poder estatal."

Los artículos, las cartas y un libro perdido de Rakovski sobre la burocracia estalinista, anticiparon los futuros estudios de Milovan Djilas sobre la Nueva Clase o Nomenklatura. Trotski también consideraba que la burocracia había usurpado el poder de los trabajadores, pero rechazaba calificarla como clase social y prefería designarla como casta, para explicar que el carácter del estado soviético seguía siendo obrero. Rakovski insinuaba que se había convertido en el estado de la burocracia.
Es cierto que Rakovski, desecho por la cruel represión estalinista, renegó formalmente de sus opiniones, pero el mismo Trotski compara esta retractación a la fuerza, con la de Galileo Galilei coaccionado en los potros de tortura de la Inquisición: esto no impidió que la tierra girase ni que Galileo lo supiera. "No creemos en la abjuración del sexagenario Rakovski, pues más de una vez él ha analizado implacablemente esta clase de abjuraciones: su crítica política ha encontrado en los hechos objetivos una base mucho más segura, que en la firmeza subjetiva de su autor", escribió Trotski.
La represión contra Rakovski nunca se detuvo. En 1938, fue uno de los principales acusados del Juicio de los Veintiuno, que lo condenó a veinte años de cárcel. Christian Rakovski fue fusilado el 11 de septiembre de 1941 por orden de Iósif Stalin en los bosques de Medvédev a las afueras de Oriol, junto con María Spiridónova, Olga Kámeneva y otros 154 prominentes prisioneros políticos.
El libro Sinfonía en rojo mayor presenta una teoría de la conspiración sobre el interrogatorio de Rakovski en 1938 durante la Gran Purga, escrito por José Landowski, quien asistió en calidad de médico.